# Jean-Antoine Gervais
Pour les articles homonymes, voir Gervais.
Jean-Antoine Gervais est le frère d'Élizabeth Gervais et l'auteur de l'Opuscule sur la vinification, traitant des vices des méthodes usitées pour la fabrication des vins, et des avantages du procédé de Mademoiselle Elizabeth Gervais (1820) qui attribue à cette dernière la mise au point d'une méthode consistant à récupérer sans dégât les produits volatils, en fermentation cuve close, afin de les restituer au vin sans risque d'explosion : « On recueille, en la dégageant de l’acide carbonique, la liqueur qui va s’évaporer pendant la fermentation ordinaire, et qui, ramenée dans la cuve vinaire, y apporte tous les principes d’alcool et d’arôme dont elle était chargée »,.
En fait, le véritable inventeur de la méthode dite de Mademoiselle Gervais pour la fabrication du vin, est dom Nicolas Casbois, qui la publie en 1782.
Ce procédé, breveté par le gouvernement en 1820, a occupé nombre de sociétés savantes. Il a obtenu pour son exploitation une autorisation du gouvernement. 

## Publications
- Opuscule sur la vinification, traitant des vices des méthodes usitées pour la fabrication des vins, et des avantages du procédé de Mademoiselle Elizabeth Gervais, brevetée du gouvernement par ordonnance de Sa Majesté Louis XVIII pour la même fabrication. Montpellier, Tournel, 1820. Cet opuscule présent ne fait aucune allusion à Nicolas Casbois. Il existe deux éditions de ce livre à la date de 1820, toutes les deux de Montpellier.
- Opuscule sur la vinification... Suivi des lettres de M. le Comte François de Neufchateau et de M. le Comte Jean-Antoine Chaptal... à Mlle Élisabeth Gervais, sur l'importance dudit procédé. Montpellier, Tournel, 1820. 2e édition parue la même année que l'originale.